# 格雷厄姆·邓恩
格雷厄姆·邓恩（英語：Graham Dunn，1950年3月11日—），澳大利亚男子游泳运动员。他曾代表澳大利亚参加1966年大英帝国和英联邦运动会游泳比赛，获得男子110码蝶泳银牌。